# 基安巴·諾拔
基安巴·諾拔（匈牙利語：Gyömbér Norbert，發音：[ˈɟømbeːr ˈnorbɛrd]；1992年7月3日—）是斯洛伐克的職業足球運動員，司職中後衛与防守中場，現時效力沙特职业足球联赛球隊阿爾卡魯德。
2015年8月18日，基安巴與羅馬簽訂一年租借合約，2016年罗马将其买断，签约两年。

## 外部連結
- Calcio Catania profile
- Soccerway資料庫：基安巴·諾拔